# Podlesické lípy
Podlesické lípy je skupina 15 památných stromů lip malolistých (Tilia cordata) v Podlesicích, místní části obce Veliké Vsi v okrese Chomutov v Ústeckém kraji. Nacházejí se na u kostela po obvodu zdi bývalého hřbitova, lemující kostel svatého Vavřince.
Stromy rostou v nadmořské výšce 300 m na okraji Doupovských hor při hranici s Mosteckou pánví, resp. jejím podcelkem Žateckou pánví.

## Základní údaje
Obvod kmene nejmohutnější a nejvyšší lípy, v databázi památných stromů na AOPK vedená pod číslem 102035/11, měří 229 cm a její koruna dosahuje do výšky 21 metrů (měření 2009). V roce 2009 bylo stáří stromů odhadováno na 200 let.
Stromy jsou chráněné od roku 1999 jako esteticky zajímavé stromy, krajinné dominanty, součást kulturní památky a stromy významné stářím.

## Stromy v okolí
- Vilémovský dub
- Radonická lípa
- Radonický javor
- Skupina památných stromů v Mašťově pod Lisovnou